# یحیی عطیةالله
یحیی عطیةالله (انگلیسی: Yahia Attiyat Allah؛ زادهٔ ۲ مارس ۱۹۹۵) بازیکن فوتبال اهل مراکش است.
از باشگاه‌هایی که در آن بازی کرده است می‌توان به المپیک اسفی، ولس و الوداد کازابلانکا اشاره کرد.
وی همچنین در تیم ملی فوتبال مراکش بازی کرده است.